# Microkayla wettsteini
Microkayla wettsteini es una especie de anfibio anuro de la familia Craugastoridae. Es endémica del valle de Unduavi, provincia de Sud Yungas, departamento de La Paz, Bolivia. Su rango altitudinal va desde los 2900 a los 3900 metros de altitud.